# 1858 au théâtre
| Années du théâtre : 1855 - 1856 - 1857 - 1858 - 1859 - 1860 - 1861    |
| Décennies du théâtre : 1820 - 1830 - 1840 - 1850 - 1860 - 1870 - 1880 |

## Pièces de théâtre représentées
- 1er mai : L'Avare en gants jaunes d'Eugène Labiche, au Théâtre du Palais-Royal
- 17 février : première de Monsieur de Chimpanzé, opérette en un acte de J. Verne et A. Hignard aux Bouffes-Parisiens.
- 21 août : Les Bibelots du Diable, féérie-vaudeville des Frères Cogniard et Monsieur Clairville, au théâtre des Variétés
- 27 septembre : Faust, par Adolphe d'Ennery, avec Blanche D'Antigny, au théâtre de la Porte-Saint-Martin.
- 30 décembre : As-tu vu la Comète, Mon Gars ?, revue des Frères Cogniard et Monsieur Clairville et une musique de Monsieur Nargeat, au théâtre des Variétés

## Naissances
- 25 juin : Georges Moinaux ou Moineau, dit Georges Courteline.
- 3 octobre : Eleonora Duse.

## Décès

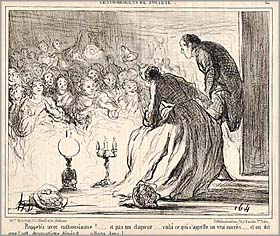
Les Comédiens de Société par Honoré Daumier, paru dans Le Charivari en 1858

- 3 janvier : Rachel